# Осока береговая
Осо́ка берегова́я (лат. Carex riparia) — многолетнее травянистое растение, вид рода Осока (Carex) семейства Осоковые (Cyperaceae).

## Ботаническое описание

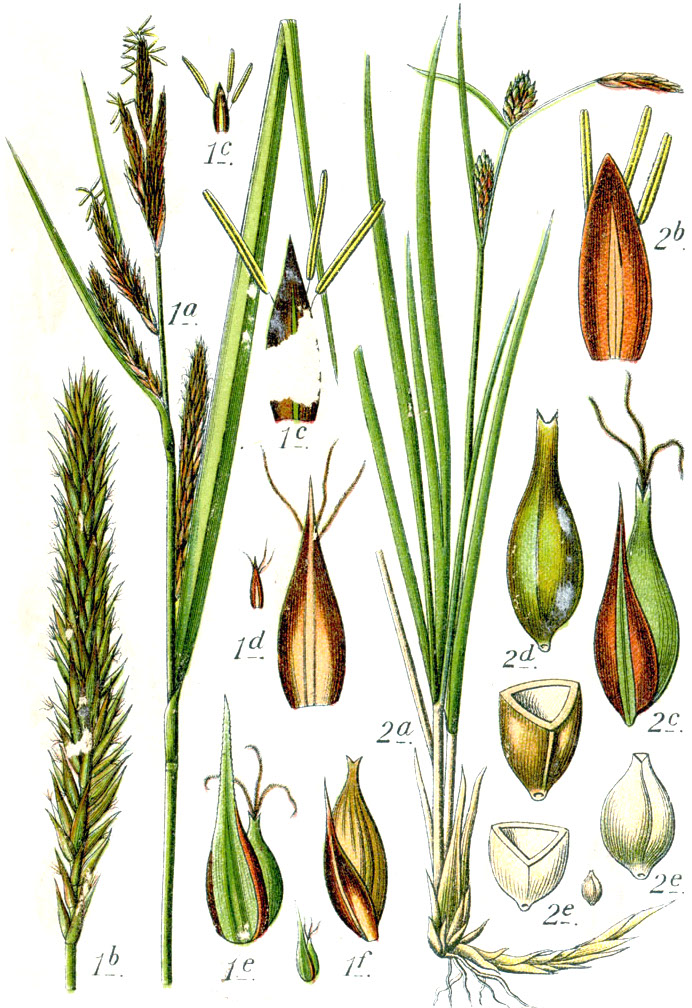
1 — Carex riparia

Серо-зелёное, с сильными и толстыми подземными побегами растение.
Стебли кверху шероховатые, 60—150 см высотой, не высоко облиственные, влагалище верхнего листа обычно не доходит до середины стебля, пластинка не превышает соцветия, у основания одетые утолщёнными буроватыми или красновато-бурыми влагалищами.
Листья жёсткие, плоские, (5)7—15 мм шириной.
Колоски в числе 5—10, книзу расставленные. Верхние 3—6 тычиночные, сближенные, утолщённо продолговато-цилиндрические, 2—6 см длиной, с ланцетными и острыми, каштаново-ржавыми чешуями; остальные — пестичные, цилиндрические, 2—10 см длиной, 1 см толщиной, густые, прямые, нижние на утолщённой и гладкой, до 5 см длиной, ножке, иногда повисающие. Нижний прицветный лист превышает стебель. Чешуи яйцевидные, наверху круто переходящие в удлинённый, шиловидный, по краям шероховатый шип, каштановые, с тремя жилками, между ними светлые, длиннее мешочка. Мешочки яйцевидно-конические, кожистые, выпукло-трёхгранные, 5—6 мм длиной, оливковые, с многочисленными жилками, к основанию возможно губчатые, постепенно суженные в короткий, гладкий и широкий, полукругло-выемчатый и растопыренно-двузубчатый носик.
Плодоносит в мае—июне.
Число хромосом 2n=72 (Heilborn, 1924; Rohweder, 1938; Тодераш, 1977,1980).
Вид описан из окрестностей Лондона.
Значительно варьирует по ширине листовой пластинки; у нижнего кроющего листа изредка бывает короткое влагалище.

## Распространение
Европа; Европейская часть России: все районы, кроме Арктики, Двино-Печорского и Причерноземья (в Карело-Мурманском железнодорожная станция Шуя и заповедник «Кивач»); Прибалтика; Беларусь; Украина: кроме Причерноземья; Молдова; Кавказ; Западная Сибирь: крайний юг бассейна Оби, верховье Тобола, бассейн Иртыша, бассейн озера Манжерок; Восточная Сибирь: нижнее течение Подкаменной Тунгуски, запад Ангаро-Саянского района; Средняя Азия: север Арало-Каспийского района, Прибалхашье, Джунгарский Алатау (окрестности посёлка Лепсинск), Кара-Кум (Байрам-Али), бассейны рек Аму-Дарья и Сыр-Дарья, окрестности Алма-Аты, хребет Каратау, окрестности Бишкека, Ферганский хребет (река Арсланбоб), Памиро-Алай (Гиссарская долина); Западная Азия: Сирия, Турция, Северный Иран; Центральная Азия: Восточный Тянь-Шань; Северная Африка; Южная Америка: Центральный и Южный Чили, Восточная, Западная и Южная Аргентина, Уругвай, Парагвай.
Растёт по берегам рек и озёр, на травяно-осоковых болотах, у арыков; на равнинах, в предгорьях и нижнем поясе гор.

## Систематика
В пределах виды выделяются два подвида:
- Carex riparia subsp. chilensis (Brongn.) Kük. — юг Южной Америки
- Carex riparia subsp. riparia — от Европы до Центральной Азии

Российскими ботаниками подвид Carex riparia subsp. chilensis (Brongn.) Kük. выделяется в отдельный вид Carex chilensis.